# Гірська війна Александра Македонського
Гірська війна Александра Македонського (весна 327 до н. е.) — захоплення Александром Македонським неприступних фортець природних у Согдіані та Бактрії.

## Передісторія
Після вторгнення в Азію у 334 до н. е. Александр Великий до 329 до н. е. досяг східних рубежів Перської держави. Перська велика сатрапія Бактрія (сучасний Афганістан) і Согдіана (сучасний Таджикистан і Узбекистан) і при перських царях зберігали великий ступінь автономія, головним чином через напівдику вдачу місцевих жителів і важкодоступність місцевості. На місцях правили місцеві князі, які після розгрому перської імперії не бажали визнавати владу македонського царя, людини чужої культури та інших звичаїв. У боротьбі з Бессом у Бактрії і Спітаменом у Согдіані Александр провів 329- 327 роки до н. е.. Великих битв не було, велася напівпартизанська війна з раптовими набігами і каральними рейдами у відповідь. Захоплення двох опорних пунктів у гірських Согдіані і Бактрії наочно продемонстрували як тактичне вміння Александра, так і високий бойовий дух його армії.

## Скала Согдіани
Після зимового відпочинку на початку весни 327 до н. е. Александр взяв в облогу Согдійську Скалу, де скупчилося багато повстанців під командуванням Аріомаза. Серед них були дружина і діти Бактрійського вельможі Оксіарта. Римський історик Курцій називає число повстанців у 30 000. Високі стіни робили місце неприступним, глибокий сніг ускладнював підступи і забезпечував велику кількість води захисникам, запаси їжі дозволяли витримати 2-х річну облогу. У периметрі скеля мала близько 25 км.
Коли Александр зажадав здачі, варвари зі сміхом порадили македонському царю пошукати крилатих воїнів, щоб з ними штурмувати неприступну твердиню.
Крилатих воїнів Александр не мав, але відібрав 300 найдосвідченіших скелелазів зі своїх солдатів. Першому, хто зійде на скелю, обіцяна була нагорода у 12 талантів, другому нагорода поменше і навіть останньому належала нагорода. Воїни заготовили залізні милиці, довгі мотузки і під покровом ночі здійснили зухвале сходження по найбільш прямовисній, а тому без охорони, стороні скелі. 32 з них зірвалися, але інші без зброї до світанку піднялися на саму вершину. Звідти вони, розмахуючи білими поясами, подали сигнал Александру. Цар через глашатая вказав Согдійським повстанцям на своїх воїнів на вершині гори, зажадавши негайної здачі.
Полієн передає цю історію трохи інакше. Солдати Александра здійснили сходження не по прямовисній скелі, а по крутому схилу, густо зарослому деревами, за які вони чіплялися короткими мотузками.
Навряд чи варвари повірили у крилатих воїнів, однак, вражені видом воїнів над своєю головою, прийняли жменьку скелелазів за більші сили і воліли вступити у перемовини. Спочатку Аріомаз намагався виторгувати безпечний відхід, але Александр вимагав беззастережної капітуляції. За версією Курція Аріомаз разом з іншими вождями здався на милість царя — всіх їх Александр наказав бичувати, а потім розіп'яти біля підніжжя скелі. Решту тих, хто здався Александр подарував населенню нових закладених міст у тих краях. Історія Курція у багатьох деталях не узгоджується з розповіддю про ці ж події в інших авторів. Розправа з князем виглядає недостовірно. Однак Олександр міг так розправитися з повсталим князем, якщо вважав його не супротивником, а зрадником.
Полонена у результаті захоплення скелі дочка Оксіарта — дівчина юна і дуже красива — привернула увагу Александра. Закохавшись у Роксану, він зробив її своєю дружиною. Оксіарт, користуючись такою нагодою, перейшов на бік Александра і був призначений сатрапом.

## Скала Хорієна
З Согдіани шлях Александра до Індії лежав через Бактрію.
Подільний князь племені паретаків у Бактрії, Хоріен, засів на скелі, названій його ім'ям. Арріан так описує цю фортецю:
|  | Скеля ця висотою була у 20 стадій, окружністю же у 60. Була вона з усіх боків стрімка, і вела на неї тільки одна дорога, причому вузька і незручна, влаштована наперекір природі цього місця. Зійти нею було важко навіть за відсутності будь-якого опору і рухаючись поодинці. Скелю оперізувала глибока прірва, і тому, хто задумав би підвести військо до цієї скелі, потрібно було задовго до цього засипати цю прірву, щоб повести штурм з рівного місця. |

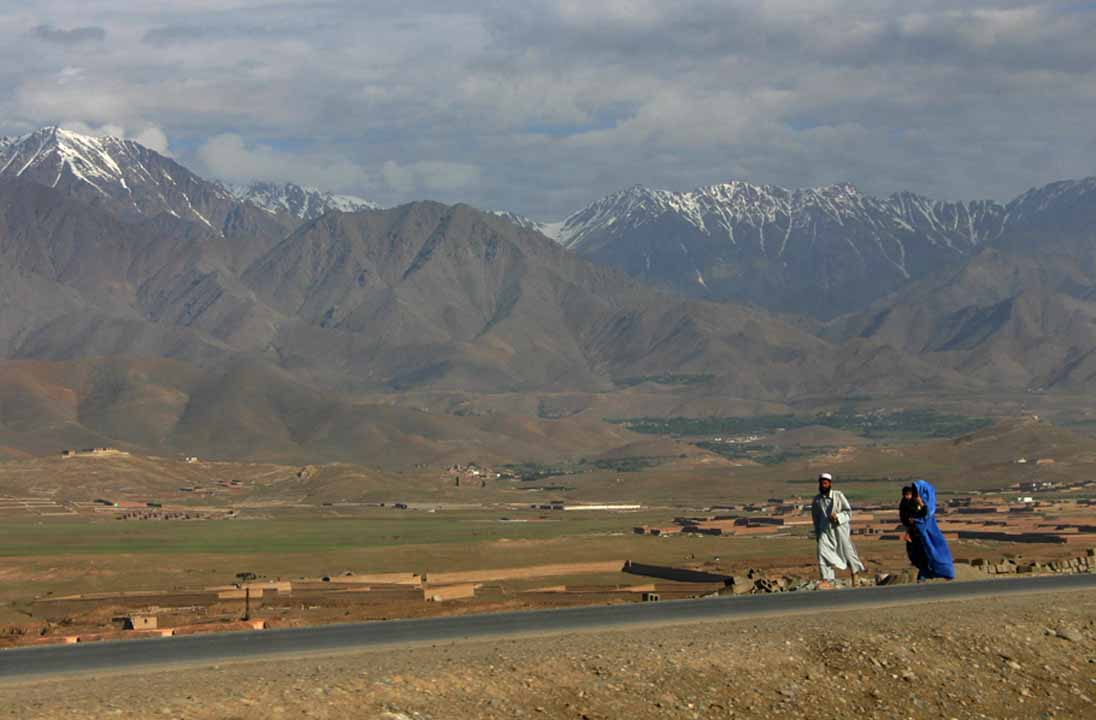
Пейзаж Афганістану, колишньої Бактрії

Македонцям допомогло те, що навколо росло багато ялин, з них були зроблені сходинки для спуску у прірву. З дна прірви стали зводити настил по схилу скелі таким чином, щоб солдати могли ним піти на приступ вершини. Все військо, розділене на зміни, працювало цілодобово, захищене навісом від ворожих стріл і каменів. Варвари занепокоїлися, коли македонські стріли стали долітати до їх позицій. Хорієн попросив прислати Оксіарта, повів з ним переговори. Оксіарт, що став тестем македонського царя, зумів на власному прикладі переконати князя паретаків у великодушності Александра. Хорієн здав неприступну фортецю з величезним запасом невитрачених припасів, а Александр, підтримуючи свою репутацію, доручив йому відати цією фортецею і залишив його княжити у тих краях.
Схожу, але вельми перекручену історію розповідає Курцій, називаючи Бактрійського князя Хорієна Сісімітром.